# Еро (департман)
Еро (фр. Hérault) департман је у јужној Француској. Припада региону Лангдок-Русијон, а главни град департмана (префектура) је Монпеље. Департман Еро је означен редним бројем 34. Његова површина износи 6.101 км². По подацима из 2010. године у департману Еро је живело 1.044.558 становника, а густина насељености је износила 168 становника по км².
Овај департман је административно подељен на:
- 3 округа
- 49 кантона и
- 343 општина.

## Демографија
| 2011.     |
| --------- |
| 1.062.036 |